# Rue du Bastion Saint-André
La rue du Bastion Saint-André est une voie publique urbaine de la commune de Lille, dans le département français du Nord.

## Situation et accès
La rue relie la rue du Guet à l’avenue du Peuple-belge, plus précisément au rond-point à l’extrémité nord de cette avenue où débouche également la rue Saint-Sébastien et l’avenue Winston-Churchill. Elle forme un arc de cercle à l’extrémité nord du quartier du Vieux-Lille en bordure des espaces verts du front nord  des anciennes fortifications.

## Origine du nom
La rue conduit à la rue du Guet face au bastion Saint-André des fortifications de Vauban. Ce bastion fut ainsi nommé car il était situé à proximité du faubourg Saint-André autour de son église (édifice disparu qui était situé à l'emplacement de l'actuelle place Saint-André) à l’extérieur de l’enceinte médiévale avant l’agrandissement de la ville en 1670 qui l'englobe à l'intérieur de l'enceinte étendue.

## Histoire
La rue est tracée, non sur le bastion Saint-André qui fait partie du domaine militaire, mais à l’emplacement du bastion du Metz des fortifications de Vauban édifié en 1671 autour d’une ancienne ferme, la cense du Metz qui disparaît à la fin du XVIIIe siècle. Des abattoirs sont établis en 1824 à l’intérieur de ce bastion et jusqu’en bordure de la rue Saint-Sébastien.
Ces abattoirs ferment dans les années 1990 et un quartier d’immeubles de logements de style néo-flamand est construit à  son emplacement.
La rue s’est étendue sur la rue Ampère qui était son tronçon est débouchant sur le rond-point.
Un passage piétonnier au départ de la rue conduit à la voie verte des remparts en passant à côté d’une ancienne porte d’eau.

## Bâtiment remarquable
La rue est en bordure de l'usine élévatoire de Saint-André inscrite Monument historique.